# Weimarhallenpark

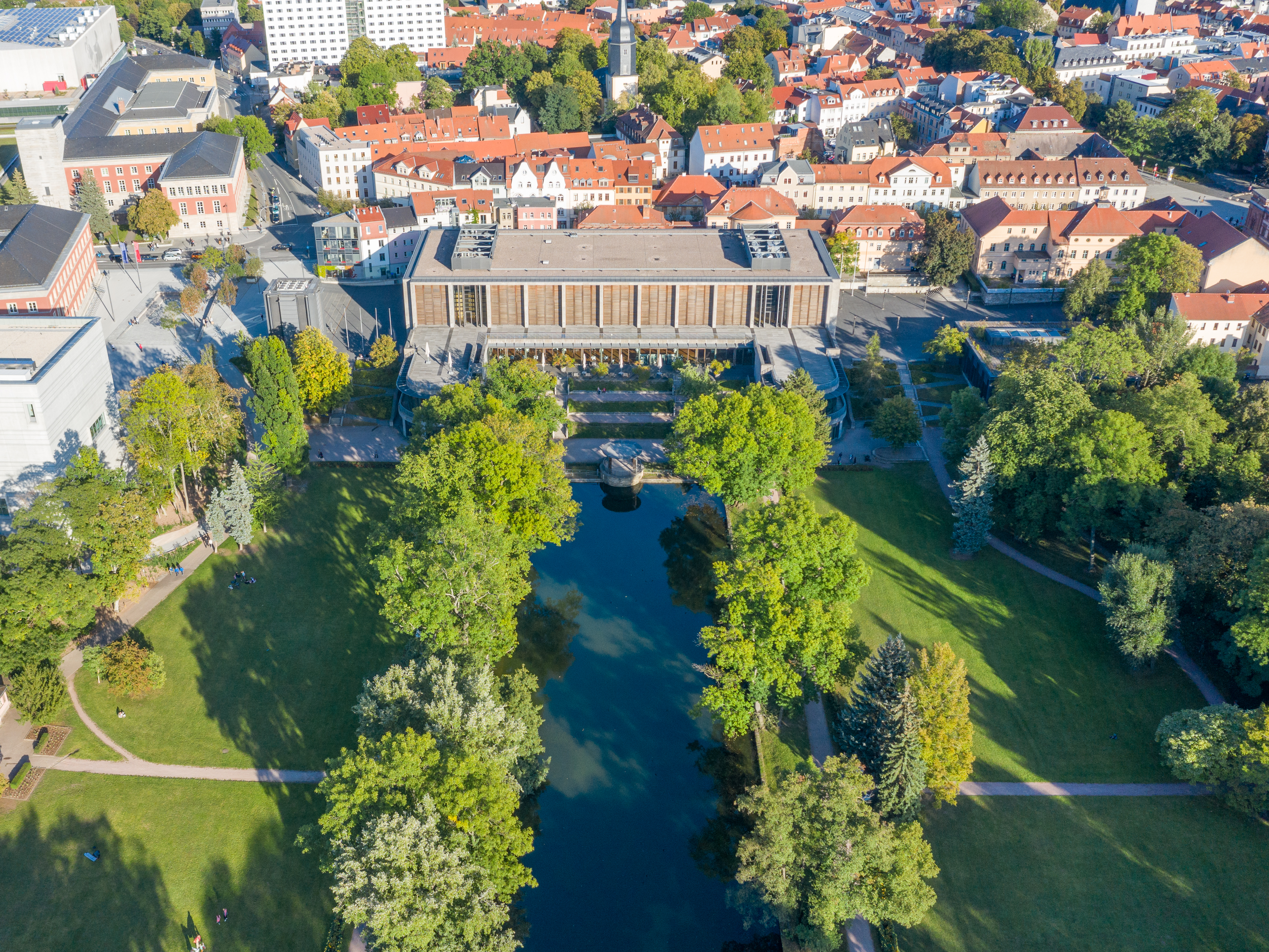
Weimarhallenpark, oben Jakobskirche und Weimarhalle

Der Weimarhallenpark ist eine Parkanlage in Weimars Nordvorstadt, welche sich hinter dem Bertuchhaus bzw. der „Musikschule Johann Nepomuk Hummel“  in Weimar befindet. Mit seinen 4,8 ha ist er der fünftgrößte Park in Weimar Thüringenweit belegt er Rang 58.

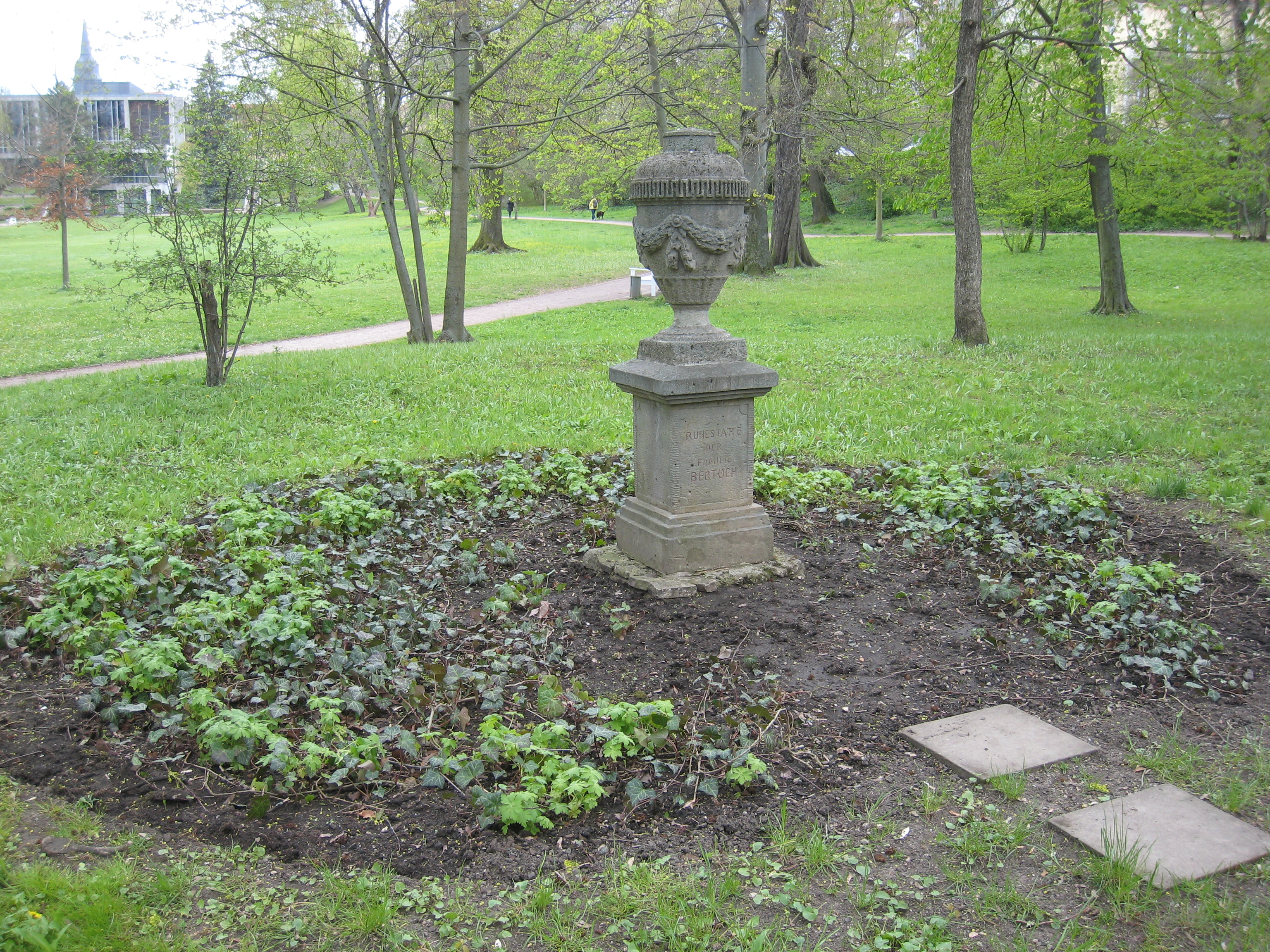
Bertuch-Grab im Weimarhallenpark mit der Weimarhalle im Hintergrund.

## Geschichte
Das Gelände westlich des Bertuchhauses zwischen Schwanseestraße, Bad Hersfelder Straße und Asbachstraße gehörte einschließlich des heutigen Schwanseebads ab 1777 zum Besitz von Friedrich Justin Bertuch, dem Unternehmer des klassischen Weimar schlechthin. Die Figuren, die er aufstellen ließ, sind längst verschwunden. Sein Grabmal befindet sich unweit der Umfassungsmauer an der Westseite, was für eine Persönlichkeit von seiner Bedeutung im klassischen Weimar sehr untypisch ist. Dieses Grabmal für die Familie Bertuch wurde 1972 von Kurt Stiefel instand gesetzt. Im Normalfall wurden diese entweder auf dem Historischen Friedhof oder auf dem Jacobsfriedhof bestattet. Friedrich Schiller bezeichnete das Bertuchhaus in einem Brief an seinen Freund Christian Gottfried Körner als das schönste in ganz Weimar. In diesem Brief hinterließ Schiller eine sehr detaillierte Einschätzung über dieses Gebäude und den dahinterliegenden Garten und seine Nutzung. An seine Nutzung u. a. für die Verpachtung erinnert heute nichts mehr.
Die Umgestaltung erfolgte im Rahmen der Umgestaltung eines größeren Gebietes, des Asbach-Grünzugs, unter dem Weimarer Stadtbaudirektor August Lehrmann. Die namengebende Weimarhalle ist der größte Saalbau in Weimar und bekannt als Kongresszentrum Weimarhalle. Erste Bemühungen hierfür gab es seit 1909. Der Weimarhallenpark selbst ist eine historische Garten- und Parkanlage, die im 15. Jahrhundert bereits als Baumgarten erwähnt wurde und über 300 Jahre im fürstlichen Besitz war, bevor das Gelände in den Besitz von Friedrich Justin Bertuch überging. Sein Schwiegersohn Ludwig Friedrich von Froriep erweiterte durch geschickte Grundstückskäufe den Grundbesitz. Um 1800 entstand die Bruchsteinmauer aus Muschelkalk und Travertin, deren Nordteil in den 1970er Jahren verschwand. Vom ursprünglichen Steinschmück ist außer dem Grabmal nichts erhalten geblieben. Bis 1925 blieb das Gelände im Besitz der Familie Froriep, bevor die Stadt Weimar es kaufte und 1930 bis 1932 die namensgebende Weimarhalle baute. Der Zusammenhang zwischen Bertuchhaus und Park wurde damit zerstört. Die Teichanlage mit barocker Umfassungsmauer und Kaskade hat eine axiale West-Ost-Ausrichtung.
In nordöstlicher Richtung befinden sich das Bauhaus-Museum am Stéphane-Hessel-Platz 1 und das Gauforum Weimar.

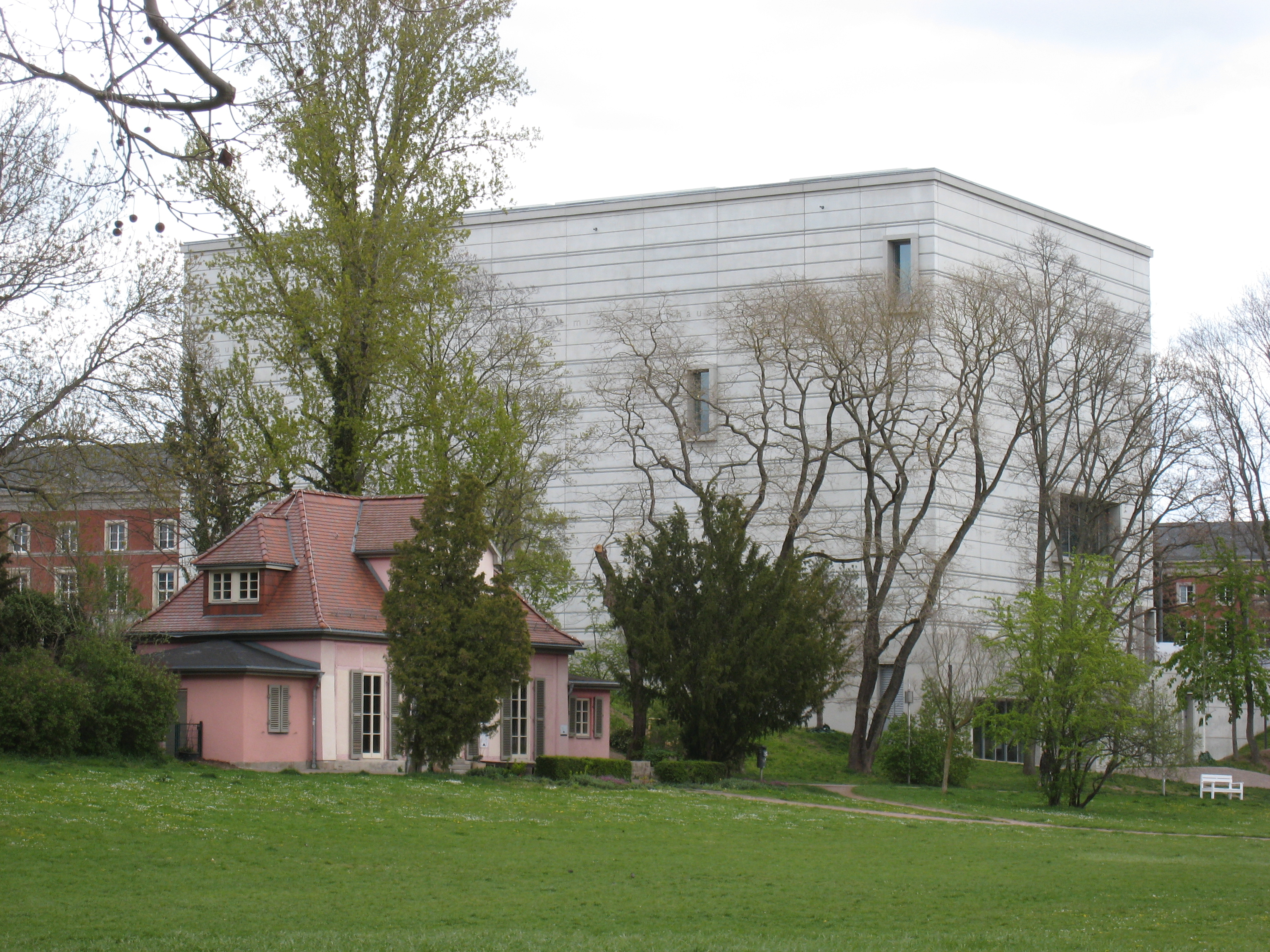
Galerie Eigenheim im ehemaligen Gärtnerhaus; im Hintergrund das Bauhausmuseum

Der Weimarhallenpark steht auf der Liste der Kulturdenkmale in Weimar (Sachgesamtheiten und Ensembles).

## Kulturelle Nutzung
Der Weimarhallenpark bietet auch für Veranstaltungen ein Forum. Anfang Juli jeden Jahres ist er Schauplatz für ein klassisches Open-Air-Konzert. Dazu wurde als komplexe Bühnenkonstruktion eine Seebühne installiert.
Im ehemaligen Gärtnerhaus (Asbachstraße 1) in der Nähe des Bauhaus-Museums, in der nordöstlichen Ecke des Parks, hat die zeitgenössische Kunst mit der Galerie Eigenheim ein Zuhause gefunden. Neben Ausstellungen, Lesungen, Diskussionsrunden und Konzerten sieht sie sich auch als Experimentierlabor für (Gast-)Künstler. Die Nähe zum Bauhausmuseum spiegelt sich auch im Veranstaltungsprogramm wider. Die Ursprünge liegen 2006 in einem studentischen Projekt; heute gibt es auch einen Standort in Berlin. Das historische Gebäude war v. a. hangseitig stark beschädigt. Bei einem Umbau des Lesecafés wurde auch Raum für Pflanzen und Mitarbeiter des Grünflächenamtes geschaffen. Die den künstlich angelegten Teich umgebenden Bäume sind Robinien.
Ein Abschnitt des Weimarhallenparkes ist der seit 1999 existierende UNESCO-Platz.

## Brunnen

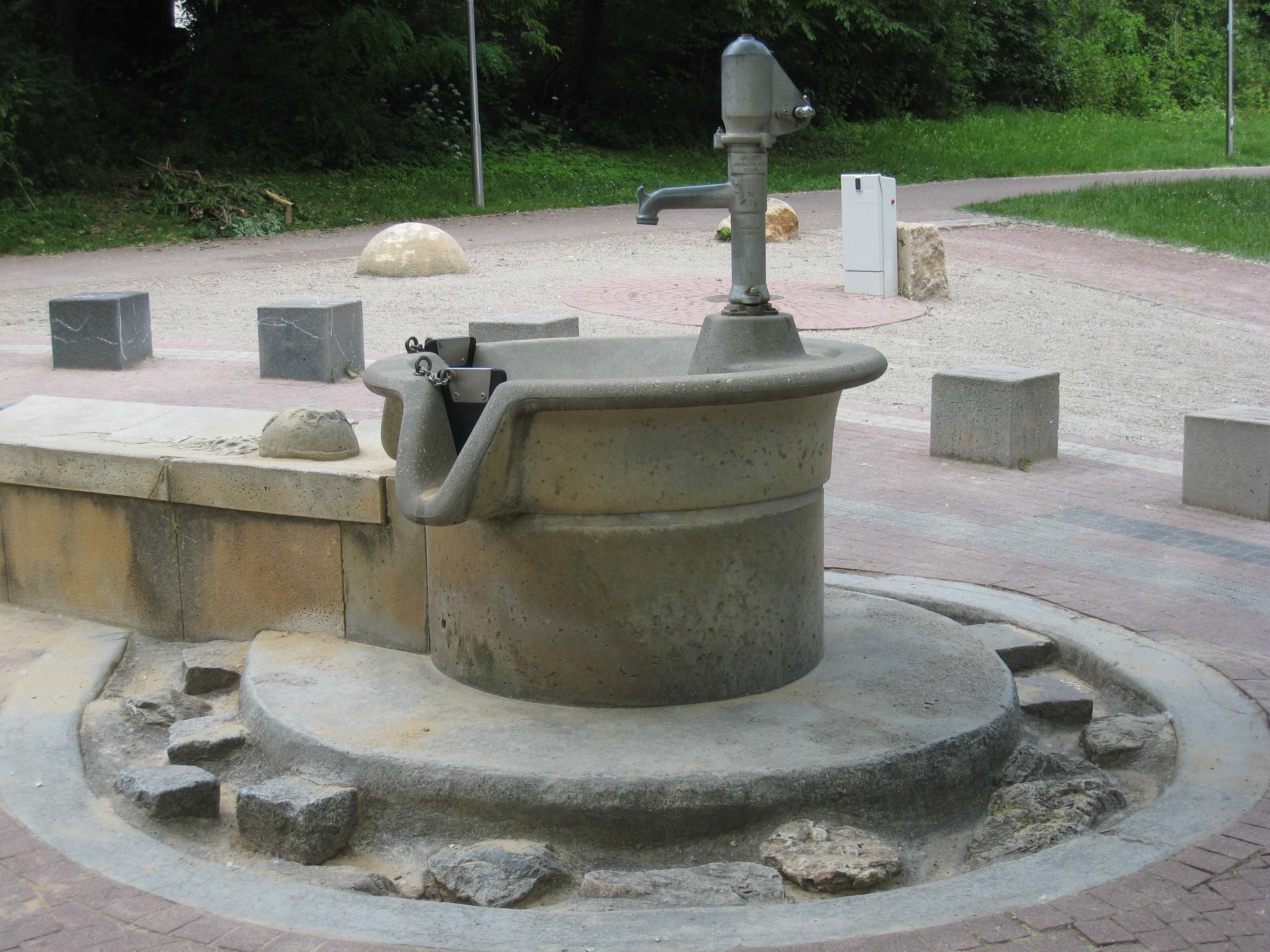
Spielbrunnen im nordwestlichen Eck des Weimarhallenparks

Der Spielbrunnen Weimarhallenpark (Wasserspielplatz Weimarhallenpark) befindet sich parallel zur Wassertreppe Weimarhallenpark und einige Meter entfernt an der Mauer der Nordwestseite des Weimarhallenparks unweit der Mauer zur Bad-Hersfelder-Straße. Er erhält sein Wasser nicht wie die Wassertreppe aus dem Lottenbach, sondern aus dem Rabenwäldchen. Dieser Kinderspielplatz wurde 1998 der Öffentlichkeit übergeben. Die moderne Installation wurde durch Dietmar Gummel im Auftrag der Stadtverwaltung Weimar begleitet. Der Wasserspielplatz ist für die jüngeren Kinder konzipiert, bietet jedoch auch älteren Möglichkeiten der kreativen Betätigung, wie einen angrenzenden Skateringplatz und eine Tischplatte. Auch ein Sandkasten und eine kleine Rutsche sind dabei. Der Spielbrunnen besteht aus Spiel- und Kreativsegmenten in einer spiralartigen Reihung. Das Wasserangebot lässt sich spielerisch unterbrechen oder freigeben.

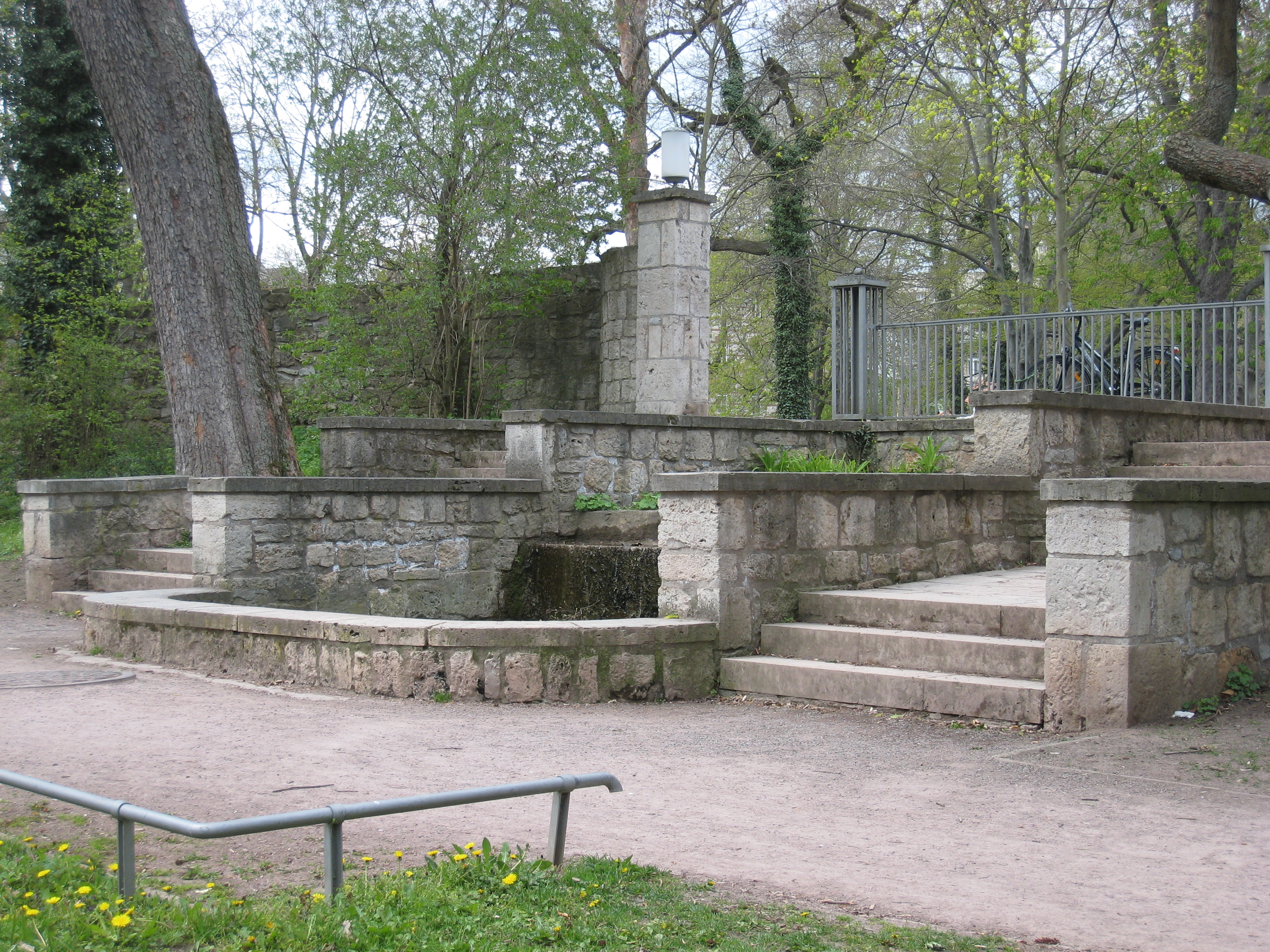
Wassertreppe in Richtung Hersfelder Straße

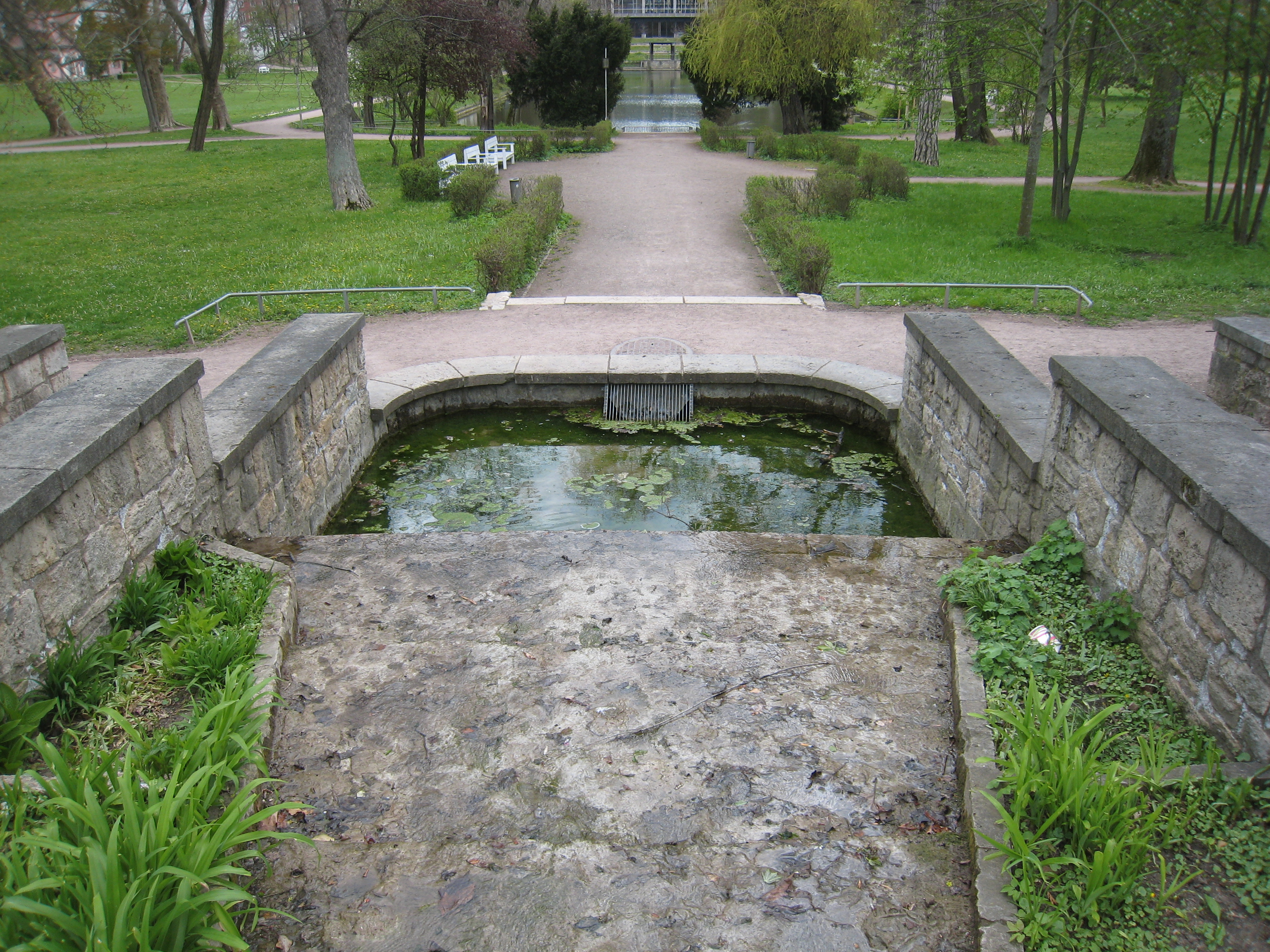
Wassertreppe in Richtung Weimarhalle

Wenige Meter hiervon entfernt ist die Wassertreppe im Weimarhallenpark und befindet sich am westlichen Ende des Weimarhallenparks. Die Maueröffnung unterhalb der Bad-Hersfelder-Straße ist der Überlauf des Lottenbachkanals, der 1926–1928 infolge der Errichtung des Schwansseebades nötig wurde. Gestaltet wurde diese im Rahmen des Kulturprojektes Asbach-Grünzugs unter dem Stadtbaudirektor August Lehrmann. Der Überlauf ergießt sich in eine Art Brunnenbecken und wird von zwei Treppen mit Mauern flankiert. Das Wasser wird unterhalb des Fußweges über eine Rohrleitung in den künstlich angelegten Teich weitergeleitet. Zwischen diesen Brunnen befindet sich eine kreisrunde metallene Installation.
Außen an der Außenmauer in der Schwanseestraße kurz vor der Ecke zur Bad-Hersfelder-Straße befindet sich der Muschelbrunnen.